# 人生最高レストラン
『人生最高レストラン』（じんせいさいこうレストラン）は、TBS系列で2017年（平成29年）1月7日から毎週土曜日の23:30 - 翌0:00（JST）に放送されているグルメを題材にしたトークバラエティ番組。

## 概要
1994年4月9日から2016年12月24日まで、23年にわたって放送された『新チューボーですよ!』の後継番組。スポンサーは引き続きサントリー。番組の内容は、“料理を一切出さないお店”「人生最高レストラン」と称した料理店に、毎回1組のゲストが「人生で最高に美味しかった一品」を、ゲストのエピソードとともに紹介する。番組のオープニングでは、美食家ジャン・アンテルム・ブリア＝サヴァランの『美味礼讃』の一節「Dis-moi ce que tu manges : je te dirai ce que tu es.（あなたが普段から食べているものを教えて欲しい。あなたがどんな人であるか、当ててみせよう。）」が引用される。
前番組の『チューボーですよ!』→『（新）チューボーですよ!』はハウフルスが制作を担当していたが、当番組はフジサンケイグループの番組制作会社であるベイシスが担当している。
前番組と同じくサントリーグループが引き続き単独スポンサーを担当する（『人生最高レストラン』のタイトルロゴが現れたあとすぐにサントリーのスポンサーが読まれるようになった）。
2019年2月23日放送分で放送100回を達成、2021年3月20日放送分で放送200回を達成、2023年4月15日放送分で放送300回を達成、2025年5月10日放送分で放送400回を達成した。
2019年10月5日放送分より新橋2号店（スタジオセットが大衆居酒屋風）がオープン。2号店の女将役として島崎和歌子が新たにレギュラー出演、そして「常連客」（トークパネラー）は1名だけの出演（同年11月10日放送回から再び2名）となる。また翌週の10月12日放送回からMCの徳井と宇賀神の衣装が変更され、徳井が普段着、宇賀神がウェイトレスユニホームから和歌子と同じ茶衣着となっている。
2019年10月26日に放送予定だった回は、MCの徳井に関する一連の報道を受けて放送を休止すると前日（25日）にTBSが発表した。翌週以降の放送については現時点では未定としていたが、10月30日に行われたTBSテレビ社長定例記者会見にて徳井の降板を発表し、既に収録済みの複数回については徳井の出演部分をカットなどの編集対応を行い放送するとした。
2019年12月28日放送分より新MCに加藤浩次が就任。また、スタジオセットも1号店と2号店を併用することになり、宇賀神の衣装は1号店使用時はウェイトレスユニホーム、2号店使用時は茶衣着と区別化された。
2020年1月18日放送分より3号店となった。
2020年5月23日から6月13日放送分は、新型コロナウイルス感染症の影響によりスタジオ収録は行わず、加藤ら出演者全員が自宅等からリモート出演する形式で制作された。6月20日・27日放送分はスタジオ収録を再開したが、通常の3号店セットは使用せず各出演者の間隔を開けバーチャルセットを使用し（宇賀神は別場所から出演）、7月4日放送分から通常の3号店セットでの収録となった。
加藤がMCになってからのオープニングではタイトル映像に入る前に宇賀神が加藤のプライベートなどでの出来事をネタにしてから「加藤浩次の人生最高レストラン」とタイトルコールをする前振りがある。

## 出演者
MC（オーナー）
- 加藤浩次（極楽とんぼ、2019年12月28日 - ）
  - 2022年9月24日放送回・2022年10月8日放送回は新型コロナウイルス感染症の濃厚接触者となったため(収録日時点)欠席。劇団ひとりが代演した。
  - 2023年10月28日・11月11日放送回はインフルエンザ罹患のため(収録日時点)欠席。高橋茂雄（サバンナ）が代演した。

アシスタントMC
- 宇賀神メグ（TBSアナウンサー、2019年2月2日 - ）

女将
MC陣の1人として新橋2号店開店より登場。MC徳井降板後から加藤就任までは事実上のメインMC。
- 島崎和歌子（2019年10月5日 - ）
  - 2019年12月7日放送回は和歌子が欠席したため江口のりこが代演した。

常連客
パネリストに相当。いずれも不定期出演で各回に1名（和歌子加入前、徳井降板後から加藤就任までは2名）が出演。ゲストとして出演する場合もある。
2023年10月現在
- YOU
- 高橋茂雄（サバンナ）
- 劇団ひとり
- 朝日奈央

### 過去の出演者
徳井と瀧は不祥事のため緊急降板。笹川は産前産後休暇を控えていたための降板（その後復帰することなくTBSテレビを退社）。
MC
- 徳井義実（チュートリアル、2017年1月7日 - 2019年10月19日）

アシスタントMC
- 笹川友里（当時TBSアナウンサー、2017年1月7日 - 2019年1月26日）

常連客
- ピエール瀧（電気グルーヴ、2017年1月7日 - 2019年3月9日）

以下は2022年以降出演実績がない。
- 堀田茜
- 藤森慎吾（オリエンタルラジオ）
- 足立梨花
- 中村静香
- 岡田圭右（ますだおかだ）
- 光浦靖子（オアシズ）
- 川島明（麒麟） - 2022年4月23日放送回はゲストとして出演。
- 菊地亜美
- 朝比奈彩
- 陣内智則
- 高橋みなみ
- 井戸田潤（スピードワゴン）
- 勝俣州和
- 若槻千夏
- 植野広生
- 河北麻友子
- ケンドーコバヤシ
- 斉藤慎二（ジャングルポケット）
- 渚
- 天野ひろゆき（キャイ〜ン）
- 江口のりこ - 2019年12月7日放送回は島崎が休演のため、女将代行として出演。
- NAOTO（EXILE）
- 橋本マナミ
- 池田美優（みちょぱ） - 2018年12月22日・2021年6月19日放送回はゲストとして出演。
- SHELLY

## ゲスト
2017年 / 2018年 / 2019年 / 2020年 / 2021年 / 2022年 / 2023年 / 2024年 / 2025年
| 回 | 放送日   | ゲスト                       | 常連客                                          | 備考                        |
| -- | -------- | ---------------------------- | ----------------------------------------------- | --------------------------- |
| 1  | 1月7日   | 久本雅美                     | ピエール瀧（電気グルーヴ）                      |                             |
| 2  | 1月14日  | 松たか子                     | ピエール瀧（電気グルーヴ） YOU                  |                             |
| 3  | 1月28日  | 石塚英彦（ホンジャマカ）     | 高橋茂雄（サバンナ） 堀田茜                     |                             |
| 4  | 2月4日   | 高嶋政宏                     | ピエール瀧（電気グルーヴ） YOU                  |                             |
| 5  | 2月11日  | 中尾彬                       | 藤森慎吾（オリエンタルラジオ） 足立梨花         |                             |
| 6  | 2月18日  | 千原ジュニア（千原兄弟）     | ピエール瀧（電気グルーヴ） 中村静香             |                             |
| 7  | 2月25日  | 橋本マナミ                   | 高橋茂雄（サバンナ） 足立梨花                   |                             |
| 8  | 3月4日   | 二代目 中村七之助            | 高橋茂雄（サバンナ） YOU                        |                             |
| 9  | 3月11日  | 長嶋一茂                     | ピエール瀧（電気グルーヴ） YOU                  |                             |
| 10 | 3月18日  | 山本耕史                     | 岡田圭右（ますだおかだ） YOU                    |                             |
| 11 | 3月25日  | 萩原聖人                     | 高橋茂雄（サバンナ） YOU                        |                             |
| 12 | 4月1日   | 佐々木希                     | ピエール瀧（電気グルーヴ） 光浦靖子（オアシズ） |                             |
| 13 | 4月15日  | 仲里依紗                     | 足立梨花 川島明（麒麟）                         |                             |
| 14 | 4月22日  | 春風亭昇太                   | 足立梨花 高橋茂雄（サバンナ）                   |                             |
| 15 | 4月29日  | 宮本亜門                     | ピエール瀧（電気グルーヴ） 菊地亜美             |                             |
| 16 | 5月6日   | 勝俣州和                     | ピエール瀧（電気グルーヴ） YOU                  |                             |
| 17 | 5月13日  | 三國清三                     | 朝比奈彩 ピエール瀧（電気グルーヴ）             |                             |
| 18 | 5月20日  | デヴィ・スカルノ             | YOU 高橋茂雄（サバンナ）                        |                             |
| 19 | 5月27日  | 森泉                         | ピエール瀧（電気グルーヴ） YOU                  |                             |
| 20 | 6月3日   | ヒロミ                       | 光浦靖子（オアシズ） 陣内智則                   |                             |
| 21 | 6月10日  | 真矢ミキ                     | 足立梨花 ピエール瀧（電気グルーヴ）             |                             |
| 22 | 6月17日  | 寺門ジモン（ダチョウ倶楽部） | 高橋みなみ 高橋茂雄（サバンナ）                 |                             |
| 23 | 6月24日  | 伊勢谷友介                   | YOU 高橋茂雄（サバンナ）                        |                             |
| 24 | 7月1日   | 和田アキ子                   | YOU 高橋茂雄（サバンナ）                        |                             |
| 25 | 7月8日   | 大竹しのぶ                   | YOU ピエール瀧（電気グルーヴ）                  |                             |
| 26 | 7月22日  | 中村梅雀                     | 足立梨花 ピエール瀧（電気グルーヴ）             |                             |
| 27 | 7月29日  | 関根勤                       | 高橋みなみ 高橋茂雄（サバンナ）                 |                             |
| 28 | 8月19日  | （なし）                     | YOU 高橋茂雄（サバンナ）                        | どうしても食べたい!SP       |
| 29 | 8月26日  | （なし）                     | YOU 高橋茂雄（サバンナ）                        | どうしても食べたい!SP       |
| 30 | 9月2日   | 服部幸應                     | 高橋みなみ 高橋茂雄（サバンナ）                 |                             |
| 31 | 9月9日   | 竹中直人                     | 足立梨花 井戸田潤（スピードワゴン）             |                             |
| 32 | 9月16日  | 森公美子                     | YOU ピエール瀧（電気グルーヴ）                  |                             |
| 33 | 9月23日  | 田中美佐子                   | 朝比奈彩 ピエール瀧（電気グルーヴ）             |                             |
| 34 | 9月30日  | 植野広生                     | YOU 勝俣州和                                    |                             |
| 35 | 10月14日 | 竹内涼真                     | 高橋茂雄（サバンナ） 光浦靖子（オアシズ）       |                             |
| 36 | 10月21日 | ケンドーコバヤシ             | YOU 井戸田潤（スピードワゴン）                  |                             |
| 37 | 10月29日 | 本間朋晃 竹内力 亀田興毅     | YOU 高橋茂雄（サバンナ）                        | スイーツ男子SP 0:25から放送 |
| 38 | 11月4日  | 彦摩呂                       | 高橋みなみ ピエール瀧（電気グルーヴ）           |                             |
| 39 | 11月11日 | 丸山隆平（関ジャニ∞）        | YOU ピエール瀧（電気グルーヴ）                  |                             |
| 40 | 11月18日 | 谷原章介                     | 高橋みなみ 高橋茂雄（サバンナ）                 |                             |
| 41 | 11月25日 | 宮沢りえ                     | 光浦靖子（オアシズ） 勝俣州和                   |                             |
| 42 | 12月2日  | 賀来賢人                     | 光浦靖子（オアシズ） ピエール瀧（電気グルーヴ） |                             |
| 43 | 12月9日  | 二代目 尾上松也              | 足立梨花 高橋茂雄（サバンナ）                   |                             |
| 44 | 12月16日 | カンニング竹山               | 高橋みなみ 高橋茂雄（サバンナ）                 |                             |
| 45 | 12月23日 | いとうあさこ 真飛聖          | 光浦靖子（オアシズ） 井戸田潤（スピードワゴン） | 妄想女子XmasSP              |

| 回 | 放送日   | ゲスト                                     | 常連客                                          | 備考                        |
| -- | -------- | ------------------------------------------ | ----------------------------------------------- | --------------------------- |
| 46 | 1月6日   | 中井貴一                                   | YOU ピエール瀧（電気グルーヴ）                  |                             |
| 47 | 1月13日  | 瀬戸朝香                                   | 若槻千夏 井戸田潤（スピードワゴン）             |                             |
| 48 | 1月20日  | 溝端淳平                                   | 高橋みなみ 高橋茂雄（サバンナ）                 |                             |
| 49 | 1月27日  | 中村アン                                   | 光浦靖子（オアシズ） 井戸田潤（スピードワゴン） |                             |
| 50 | 2月3日   | 宮里藍                                     | YOU ピエール瀧（電気グルーヴ）                  |                             |
| 51 | 2月10日  | 天野ひろゆき（キャイ〜ン） 笠原将弘        | YOU ピエール瀧（電気グルーヴ）                  |                             |
| 52 | 2月17日  | DAIGO（BREAKERZ）                          | 朝比奈彩 ピエール瀧（電気グルーヴ）             |                             |
| 53 | 2月24日  | 美輪明宏                                   | YOU 高橋茂雄（サバンナ）                        |                             |
| 54 | 3月3日   | 渡部建（アンジャッシュ）                   | 植野広生 高橋みなみ                             |                             |
| 55 | 3月10日  | 伊達公子                                   | 光浦靖子（オアシズ） 高橋茂雄（サバンナ）       |                             |
| 56 | 3月17日  | 見城徹                                     | YOU ピエール瀧（電気グルーヴ）                  |                             |
| 57 | 3月24日  | 梅沢富美男                                 | ピエール瀧（電気グルーヴ） 朝比奈彩             |                             |
| 58 | 4月7日   | 木村多江                                   | ピエール瀧（電気グルーヴ） 光浦靖子（オアシズ） |                             |
| 59 | 4月14日  | 出川哲朗                                   | 勝俣州和 高橋みなみ                             |                             |
| 60 | 4月21日  | 小泉孝太郎                                 | 光浦靖子（オアシズ） 高橋茂雄（サバンナ）       |                             |
| 61 | 4月28日  | 木下優樹菜                                 | ピエール瀧（電気グルーヴ） 光浦靖子（オアシズ） | ゴールデンウイークSP        |
| 62 | 5月5日   | 木村祐一                                   | 井戸田潤（スピードワゴン） 高橋みなみ           | あなたの知らない…DEEP京都SP |
| 63 | 5月12日  | 広末涼子                                   | 高橋茂雄（サバンナ） 光浦靖子（オアシズ）       |                             |
| 64 | 5月19日  | スキマスイッチ（大橋卓弥・常田真太郎）     | YOU ピエール瀧（電気グルーヴ）                  |                             |
| 65 | 5月26日  | 郷ひろみ                                   | 高橋茂雄（サバンナ） 高橋みなみ                 |                             |
| 66 | 6月2日   | パンツェッタ・ジローラモ 厚切りジェイソン  | 高橋茂雄（サバンナ） 高橋みなみ                 |                             |
| 67 | 6月9日   | 大谷亮平                                   | 光浦靖子（オアシズ） ピエール瀧（電気グルーヴ） |                             |
| 68 | 6月16日  | 坂上忍                                     | YOU 高橋茂雄（サバンナ）                        |                             |
| 69 | 6月23日  | コロッケ                                   | 光浦靖子（オアシズ） ピエール瀧（電気グルーヴ） |                             |
| 70 | 7月7日   | 伊藤蘭                                     | 高橋茂雄（サバンナ） 高橋みなみ                 |                             |
| 71 | 7月21日  | TAKAHIRO（EXILE）                          | ピエール瀧（電気グルーヴ） 光浦靖子（オアシズ） |                             |
| 72 | 7月28日  | 葵わかな                                   | 高橋茂雄（サバンナ） 高橋みなみ                 |                             |
| 73 | 8月4日   | 真壁刀義 柏木由紀（AKB48）                 | 勝俣州和 若槻千夏                               | 真夏のかき氷祭り            |
| 74 | 8月11日  | 二代目 林家三平 国分佐智子                 | 高橋茂雄（サバンナ） 高橋みなみ                 |                             |
| 75 | 8月18日  | 二代目 中村吉右衛門                        | 井戸田潤（スピードワゴン） 高橋みなみ           |                             |
| 76 | 9月1日   | 小木博明（おぎやはぎ）                     | ピエール瀧（電気グルーヴ） 光浦靖子（オアシズ） |                             |
| 77 | 9月8日   | テリー伊藤                                 | ピエール瀧（電気グルーヴ） 光浦靖子（オアシズ） | [ 注釈 6 ]                  |
| 78 | 9月15日  | 夏木マリ                                   | 勝俣州和 高橋みなみ                             |                             |
| 79 | 9月22日  | 鹿賀丈史                                   | YOU 高橋茂雄（サバンナ）                        |                             |
| 80 | 9月29日  | 岩田剛典（EXILE / 三代目 J Soul Brothers） | ピエール瀧（電気グルーヴ） 光浦靖子（オアシズ） |                             |
| 81 | 10月13日 | 神田正輝                                   | 高橋茂雄（サバンナ） 高橋みなみ                 |                             |
| 82 | 10月20日 | 千原せいじ（千原兄弟）                     | ピエール瀧（電気グルーヴ） 光浦靖子（オアシズ） |                             |
| 83 | 10月27日 | コウメ太夫 ねづっち 天津木村               | 高橋茂雄（サバンナ）                            | 一発屋グルメ                |
| 84 | 11月4日  | LiLiCo                                     | ピエール瀧（電気グルーヴ） 光浦靖子（オアシズ） | 0:35より放送                |
| 85 | 11月10日 | IKKO                                       | 高橋茂雄（サバンナ） YOU                        | DEEP 韓国SP                 |
| 86 | 11月17日 | 五代目 尾上菊之助                          | 朝比奈彩 ピエール瀧（電気グルーヴ）             |                             |
| 87 | 11月24日 | 志尊淳                                     | 勝俣州和 河北麻衣子                             |                             |
| 88 | 12月1日  | くっきー（野性爆弾）                       | 勝俣州和 高橋みなみ                             |                             |
| 89 | 12月8日  | ISSA（DA PUMP）                            | 高橋茂雄（サバンナ） 光浦靖子（オアシズ）       |                             |
| 90 | 2月15日  | 立川志らく                                 | ピエール瀧（電気グルーヴ） 足立梨花             |                             |
| 91 | 12月22日 | 光浦靖子（オアシズ） 池田美優（みちょぱ）  | ピエール瀧（電気グルーヴ） 朝比奈彩             |                             |
| 92 | 12月29日 | （総集編）                                 | （総集編）                                      | （総集編）                  |

| 回  | 放送日   | ゲスト                                          | 常連客                                          | 備考                                        |
| --- | -------- | ----------------------------------------------- | ----------------------------------------------- | ------------------------------------------- |
| 93  | 1月5日   | 市村正親                                        | 植野広生 光浦靖子（オアシズ）                   |                                             |
| 94  | 1月12日  | 角野卓造                                        | 高橋みなみ ピエール瀧（電気グルーヴ）           |                                             |
| 95  | 1月19日  | 脇屋友詞                                        | 井戸田潤（スピードワゴン） 光浦靖子（オアシズ） | 23:55より放送                               |
| 96  | 1月26日  | ギャル曽根                                      | ピエール瀧（電気グルーヴ） YOU                  | 笹川アナ最後の出演                          |
| 97  | 2月2日   | デーブ・スペクター ベリッシモ・フランチェスコ   | ピエール瀧（電気グルーヴ） YOU                  | この回から女性MCが宇賀神アナに              |
| 98  | 2月9日   | 小柳ルミ子                                      | ピエール瀧（電気グルーヴ） 光浦靖子（オアシズ） |                                             |
| 99  | 2月16日  | 岡村隆史（ナインティナイン）                    | ピエール瀧（電気グルーヴ） 光浦靖子（オアシズ） | 100回記念プレミアムメニュー特集             |
| 100 | 2月23日  | 志村けん（ザ・ドリフターズ）                    | 高橋茂雄（サバンナ） 高橋みなみ                 | 100回記念プレミアムメニュー特集             |
| 101 | 3月2日   | 鈴木雅之                                        | YOU ピエール瀧（電気グルーヴ）                  | 100回記念プレミアムメニュー特集             |
| 102 | 3月9日   | 木村拓哉                                        | 高橋みなみ ピエール瀧（電気グルーヴ）           | 100回記念プレミアムメニュー特集             |
| 103 | 3月16日  | 山里亮太（南海キャンディーズ）                  | ケンドーコバヤシ 高橋みなみ                     |                                             |
| 104 | 3月23日  | 浅野ゆう子                                      | 勝俣州和 光浦靖子（オアシズ）                   |                                             |
| 105 | 3月30日  | ゴールデンウィークに行きたい!全国グルメ旅SP     | ゴールデンウィークに行きたい!全国グルメ旅SP     | ゴールデンウィークに行きたい!全国グルメ旅SP |
| 106 | 4月13日  | ユースケ・サンタマリア                          | YOU 勝俣州和                                    |                                             |
| 107 | 4月20日  | 加山雄三                                        | 高橋茂雄（サバンナ） 高橋みなみ                 |                                             |
| 108 | 4月27日  | 香取慎吾                                        | YOU 勝俣州和                                    |                                             |
| 109 | 5月4日   | ナイツ（塙宣之・土屋伸之）                      | 光浦靖子（オアシズ） 勝俣州和                   |                                             |
| 110 | 5月11日  | さだまさし                                      | YOU 高橋茂雄（サバンナ）                        |                                             |
| 111 | 5月18日  | 木南晴夏                                        | 光浦靖子（オアシズ） 植野広生                   |                                             |
| 112 | 5月25日  | 古市憲寿                                        | YOU 勝俣州和                                    |                                             |
| 113 | 6月1日   | 竹内結子                                        | 高橋みなみ 高橋茂雄（サバンナ）                 |                                             |
| 114 | 6月8日   | 石原良純                                        | 若槻千夏 高橋茂雄（サバンナ）                   |                                             |
| 115 | 6月15日  | 岸田周三                                        | 光浦靖子（オアシズ） 勝俣州和                   |                                             |
| 116 | 6月22日  | ミッツ・マングローブ                            | 勝俣州和 若槻千夏                               |                                             |
| 117 | 6月29日  | 西郷輝彦                                        | 勝俣州和 光浦靖子（オアシズ）                   |                                             |
| 118 | 7月6日   | 石原さとみ                                      | 斉藤慎二（ジャングルポケット） 渚               |                                             |
| 119 | 7月20日  | 藤田ニコル                                      | 高橋茂雄（サバンナ） 高橋みなみ                 |                                             |
| 120 | 7月27日  | 片平なぎさ                                      | 勝俣州和 YOU                                    |                                             |
| 121 | 8月3日   | 綾小路翔（氣志團）                              | 高橋茂雄（サバンナ） 光浦靖子（オアシズ）       |                                             |
| 122 | 8月10日  | 貴乃花光司                                      | 勝俣州和 高橋みなみ                             |                                             |
| 123 | 8月17日  | 的場浩司                                        | 高橋茂雄（サバンナ） YOU                        |                                             |
| 124 | 8月24日  | 小籔千豊                                        | 高橋茂雄（サバンナ） YOU                        |                                             |
| 125 | 8月31日  | 井上尚弥                                        | ケンドーコバヤシ 高橋みなみ                     |                                             |
| 126 | 9月7日   | 太田雄貴                                        | ケンドーコバヤシ YOU                            |                                             |
| 127 | 9月14日  | 六角精児                                        | 勝俣州和 光浦靖子（オアシズ）                   |                                             |
| 128 | 9月21日  | 三浦春馬                                        | 高橋茂雄（サバンナ） YOU                        |                                             |
| 129 | 10月5日  | 木梨憲武（とんねるず）                          | 勝俣州和                                        | この回から「2号店」へ                       |
| 130 | 10月12日 | 菜々緒                                          | 天野ひろゆき（キャイ〜ン）                      |                                             |
| 131 | 10月19日 | 沢村一樹                                        | YOU                                             |                                             |
| 132 | 11月2日  | 松尾スズキ                                      | 高橋茂雄（サバンナ）                            |                                             |
| 133 | 11月9日  | 清塚信也                                        | YOU 天野ひろゆき（キャイ〜ン）                  | この回から常連客が再び2名に                 |
| 134 | 11月17日 | 矢田亜希子                                      | 天野ひろゆき（キャイ〜ン） ケンドーコバヤシ     | 0:20より放送                                |
| 135 | 11月23日 | 恵俊彰（ホンジャマカ）                          | 勝俣州和 高橋茂雄（サバンナ）                   |                                             |
| 136 | 11月30日 | 小倉優子                                        | 高橋茂雄（サバンナ） 江口のりこ                 |                                             |
| 137 | 12月7日  | 武田真治                                        | 光浦靖子（オアシズ） 勝俣州和                   | 女将の島崎が不在のため、江口のりこが代演    |
| 138 | 12月14日 | 鈴木伸之（劇団EXILE）                           | YOU 天野ひろゆき（キャイ〜ン）                  |                                             |
| 139 | 12月21日 | ラグビー日本代表 （流大・中村亮土・松島幸太朗） | ケンドーコバヤシ 橋本マナミ                     |                                             |
| 140 | 12月28日 | 冨永愛                                          | 高橋茂雄（サバンナ）                            | この回から加藤浩次が新MC 常連客は1名        |

| 回  | 放送日   | ゲスト                            | 常連客                    | 備考                                                             |
| --- | -------- | --------------------------------- | ------------------------- | ---------------------------------------------------------------- |
| 141 | 1月4日   | 松坂慶子                          | NAOTO（EXILE）            |                                                                  |
| 142 | 1月11日  | 生瀬勝久                          | 若槻千夏                  |                                                                  |
| 143 | 1月18日  | 劇団ひとり                        | NAOTO（EXILE）            | この回から青山3号店                                              |
| 144 | 1月25日  | 村上虹郎                          | YOU                       |                                                                  |
| 145 | 2月1日   | 小川彩佳                          | 高橋茂雄（サバンナ）      |                                                                  |
| 146 | 2月8日   | 林家たい平                        | 若槻千夏                  |                                                                  |
| 147 | 2月15日  | SHELLY                            | ケンドーコバヤシ          |                                                                  |
| 148 | 2月22日  | 伊沢拓司                          | 高橋茂雄（サバンナ）      |                                                                  |
| 149 | 2月29日  | カズレーザー（メイプル超合金）    | YOU                       |                                                                  |
| 150 | 3月7日   | 菊池風磨（Sexy Zone）             | 高橋茂雄（サバンナ）      |                                                                  |
| 151 | 3月14日  | ミキ（昴生・亜生）                | YOU                       |                                                                  |
| 152 | 3月21日  | 藤ヶ谷太輔（Kis-My-Ft2）          | 池田美優                  |                                                                  |
| 153 | 3月28日  | 中村獅童                          | 劇団ひとり                |                                                                  |
| 154 | 4月11日  | もう一度観たい★おかわりSP         | もう一度観たい★おかわりSP | もう一度観たい★おかわりSP                                        |
| 155 | 4月18日  | もう一度観たい★おかわりSP         | もう一度観たい★おかわりSP | もう一度観たい★おかわりSP                                        |
| 156 | 4月25日  | もう一度観たい★おかわりSP         | もう一度観たい★おかわりSP | もう一度観たい★おかわりSP                                        |
| 157 | 5月2日   | もう一度観たい★おかわりSP         | もう一度観たい★おかわりSP | もう一度観たい★おかわりSP                                        |
| 158 | 5月9日   | 眞栄田郷敦                        | YOU                       |                                                                  |
| 159 | 5月16日  | 井川遥                            | SHELLY                    |                                                                  |
| 160 | 5月23日  | （なし）                          | 高橋茂雄（サバンナ）      | タクノミでつながろう★特別編 出演者は全員自宅等からリモート出演。 |
| 161 | 5月30日  | （なし）                          | YOU                       | タクノミでつながろう★特別編 出演者は全員自宅等からリモート出演。 |
| 162 | 6月6日   | 渡部建（アンジャッシュ）（2回目） | （なし）                  | [ 注釈 15 ]                                                      |
| 163 | 6月13日  | 吉村崇（平成ノブシコブシ）        | （なし）                  |                                                                  |
| 164 | 6月20日  | フワちゃん                        | 劇団ひとり                |                                                                  |
| 165 | 6月27日  | 矢作兼（おぎやはぎ）              | YOU                       |                                                                  |
| 166 | 7月4日   | 高橋英樹                          | YOU                       |                                                                  |
| 167 | 7月11日  | ファーストサマーウイカ            | 劇団ひとり                |                                                                  |
| 168 | 7月18日  | 六代目 片岡愛之助                 | 高橋茂雄（サバンナ）      |                                                                  |
| 169 | 7月25日  | 橋下徹                            | 高橋茂雄（サバンナ）      |                                                                  |
| 170 | 8月1日   | 田原俊彦                          | 劇団ひとり                |                                                                  |
| 171 | 8月8日   | 中川家（剛・礼二）                | YOU                       |                                                                  |
| 172 | 8月15日  | 中丸雄一（KAT-TUN）               | YOU                       |                                                                  |
| 173 | 8月22日  | 及川光博                          | ケンドーコバヤシ          |                                                                  |
| 174 | 8月29日  | 草刈民代                          | 高橋茂雄（サバンナ）      |                                                                  |
| 175 | 9月5日   | キムラ緑子                        | 劇団ひとり                |                                                                  |
| 176 | 9月12日  | 高橋克実                          | 高橋茂雄（サバンナ）      |                                                                  |
| 177 | 9月19日  | 石黒賢                            | 劇団ひとり                |                                                                  |
| 178 | 9月26日  | 前田裕二                          | YOU                       |                                                                  |
| 179 | 10月10日 | 斉藤由貴                          | 池田美優                  |                                                                  |
| 180 | 10月17日 | 藤井隆                            | YOU                       |                                                                  |
| 181 | 10月24日 | 小栗旬                            | 高橋茂雄（サバンナ）      |                                                                  |
| 182 | 10月31日 | 長野博（20th Century）            | ケンドーコバヤシ          |                                                                  |
| 183 | 11月7日  | 黒木瞳                            | 高橋茂雄（サバンナ）      |                                                                  |
| 184 | 11月14日 | 児嶋一哉（アンジャッシュ）        | 劇団ひとり                |                                                                  |
| 185 | 11月21日 | 勝地涼                            | 橋本マナミ                |                                                                  |
| 186 | 11月28日 | 四代目 市川猿之助                 | YOU                       |                                                                  |
| 187 | 12月5日  | 東山紀之（少年隊）                | SHELLY                    |                                                                  |
| 188 | 12月12日 | 霜降り明星（せいや・粗品）        | 劇団ひとり                |                                                                  |
| 189 | 12月19日 | かまいたち（山内健司・濱家隆一）  | ケンドーコバヤシ          |                                                                  |
| 190 | 12月26日 | 常盤貴子                          | 高橋茂雄（サバンナ）      |                                                                  |

| 回  | 放送日   | ゲスト                                                    | 常連客               | 備考          |
| --- | -------- | --------------------------------------------------------- | -------------------- | ------------- |
| 191 | 1月9日   | 上白石萌音                                                | YOU                  |               |
| 192 | 1月16日  | 柄本佑                                                    | 若槻千夏             |               |
| 193 | 1月23日  | ホラン千秋                                                | YOU                  |               |
| 194 | 1月30日  | 高嶋政宏（2回目）                                         | 高橋茂雄（サバンナ） | [ 注釈 16 ]   |
| 195 | 2月6日   | 古田新太                                                  | YOU                  |               |
| 196 | 2月20日  | マヂカルラブリー（野田クリスタル・村上）                  | ケンドーコバヤシ     |               |
| 197 | 2月27日  | ROLAND                                                    | 高橋茂雄（サバンナ） |               |
| 198 | 3月6日   | 内田篤人                                                  | 高橋茂雄（サバンナ） |               |
| 199 | 3月13日  | 矢部浩之（ナインティナイン）                              | YOU                  |               |
| 200 | 3月20日  | ビートたけし                                              | 劇団ひとり           |               |
| 201 | 4月3日   | 本木雅弘                                                  | YOU                  |               |
| 202 | 4月10日  | 石井亮次                                                  | 若槻千夏             |               |
| 203 | 4月17日  | 向井理                                                    | YOU                  |               |
| 204 | 4月24日  | ゆりやんレトリィバァ                                      | ケンドーコバヤシ     |               |
| 205 | 5月1日   | 田中圭                                                    | ケンドーコバヤシ     | 23:40より放送 |
| 206 | 5月8日   | チョコレートプラネット（長田庄平・松尾駿）                | YOU                  |               |
| 207 | 5月15日  | 尾野真千子                                                | 高橋茂雄（サバンナ） |               |
| 208 | 5月22日  | 柴咲コウ                                                  | 高橋茂雄（サバンナ） |               |
| 209 | 5月29日  | 柳楽優弥                                                  | YOU                  |               |
| 210 | 6月5日   | 佐藤二朗                                                  | YOU                  |               |
| 211 | 6月12日  | 伊藤沙莉                                                  | 劇団ひとり           |               |
| 212 | 6月19日  | 池田美優（みちょぱ）（2回目）                             | ケンドーコバヤシ     | [ 注釈 16 ]   |
| 213 | 6月26日  | 西川貴教                                                  | ケンドーコバヤシ     |               |
| 214 | 7月3日   | 佐々木蔵之介                                              | 劇団ひとり           |               |
| 215 | 7月10日  | 三田佳子                                                  | 高橋茂雄（サバンナ） |               |
| 216 | 7月17日  | ハライチ（岩井勇気・澤部佑）                              | ケンドーコバヤシ     |               |
| 217 | 7月24日  | 渡辺えり                                                  | ケンドーコバヤシ     |               |
| 218 | 8月7日   | 重岡大毅（WEST.）                                         | 劇団ひとり           |               |
| 219 | 8月14日  | ダチョウ俱楽部（肥後克広・寺門ジモン（2回目）・上島竜兵） | 高橋茂雄（サバンナ） | [ 注釈 18 ]   |
| 220 | 8月21日  | 田村淳（ロンドンブーツ1号2号）                            | 劇団ひとり           |               |
| 221 | 8月28日  | 藤原竜也                                                  | YOU                  |               |
| 222 | 9月4日   | 奈緒                                                      | ケンドーコバヤシ     |               |
| 223 | 9月11日  | 松本まりか                                                | YOU                  |               |
| 224 | 9月18日  | 大野将平                                                  | 高橋茂雄（サバンナ） |               |
| 225 | 9月25日  | 飯尾和樹（ずん）                                          | YOU                  |               |
| 226 | 10月2日  | ウエンツ瑛士                                              | 劇団ひとり           |               |
| 227 | 10月16日 | 六代目 中村勘九郎                                         | 劇団ひとり           |               |
| 228 | 10月23日 | 大久保佳代子（オアシズ）                                  | YOU                  |               |
| 229 | 10月30日 | 若村麻由美                                                | 劇団ひとり           |               |
| 230 | 11月6日  | 柄本明                                                    | YOU                  |               |
| 231 | 11月13日 | 髙藤直寿                                                  | 劇団ひとり           |               |
| 232 | 11月20日 | 阿佐ヶ谷姉妹（渡辺江里子・木村美穂）                      | ケンドーコバヤシ     |               |
| 233 | 11月28日 | ハナコ（菊田竜大・秋山寛貴・岡部大）                      | YOU                  | 1:50より放送  |
| 234 | 12月4日  | 山田裕貴                                                  | 劇団ひとり           |               |
| 235 | 12月11日 | 小澤征悦                                                  | 劇団ひとり           |               |
| 236 | 12月18日 | 朝日奈央                                                  | YOU                  |               |
| 237 | 12月25日 | 奥田瑛二                                                  | 高橋茂雄（サバンナ） |               |

| 回  | 放送日   | ゲスト                               | 常連客               | 備考                                   |
| --- | -------- | ------------------------------------ | -------------------- | -------------------------------------- |
| 238 | 1月8日   | 小池徹平                             | YOU                  |                                        |
| 239 | 1月15日  | 春風亭昇太（2回目）                  | YOU                  | [ 注釈 16 ]                            |
| 240 | 1月22日  | ディーン・フジオカ                   | YOU                  |                                        |
| 241 | 1月29日  | 石田明（NON STYLE）                  | 劇団ひとり           |                                        |
| 242 | 2月5日   | 高畑淳子                             | 高橋茂雄（サバンナ） |                                        |
| 243 | 2月12日  | 葉加瀬太郎                           | 劇団ひとり           |                                        |
| 244 | 2月19日  | 錦鯉（長谷川雅紀・渡辺隆）           | YOU                  |                                        |
| 245 | 2月26日  | 篠原涼子                             | 劇団ひとり           |                                        |
| 246 | 3月5日   | 原晋                                 | YOU                  |                                        |
| 247 | 3月12日  | 間宮祥太朗                           | 劇団ひとり           |                                        |
| 248 | 3月19日  | 伊藤英明                             | 高橋茂雄（サバンナ） |                                        |
| 249 | 4月2日   | ここだけの話SP                       | ここだけの話SP       | ここだけの話SP                         |
| 250 | 4月9日   | 佐藤隆太                             | 高橋茂雄（サバンナ） |                                        |
| 251 | 4月16日  | 久本雅美（2回目）                    | 劇団ひとり           | [ 注釈 16 ]                            |
| 252 | 4月23日  | 川島明（麒麟）                       | YOU                  |                                        |
| 253 | 4月30日  | 見取り図（盛山晋太郎・リリー）       | 劇団ひとり           |                                        |
| 254 | 5月7日   | 中山美穂                             | 高橋茂雄（サバンナ） |                                        |
| 255 | 5月14日  | 友近                                 | YOU                  |                                        |
| 256 | 5月21日  | 風間俊介                             | YOU                  |                                        |
| 257 | 5月28日  | 岸谷五朗                             | YOU                  |                                        |
| 258 | 6月4日   | 鷲見玲奈                             | 高橋茂雄（サバンナ） |                                        |
| 259 | 6月11日  | オズワルド（畠中悠・伊藤俊介）       | 高橋茂雄（サバンナ） |                                        |
| 260 | 6月18日  | 藤井フミヤ                           | 劇団ひとり           |                                        |
| 261 | 6月25日  | 反町隆史                             | 劇団ひとり           |                                        |
| 262 | 7月2日   | 杉野遥亮                             | YOU                  |                                        |
| 263 | 7月9日   | さだまさし                           | 劇団ひとり           |                                        |
| 264 | 7月16日  | 梨花                                 | 高橋茂雄（サバンナ） |                                        |
| 265 | 7月23日  | 空気階段（鈴木もぐら・水川かたまり） | YOU                  |                                        |
| 266 | 7月30日  | 鈴木紗理奈                           | 劇団ひとり           |                                        |
| 267 | 8月6日   | あばれる君                           | YOU                  |                                        |
| 268 | 8月13日  | 加藤茶（ザ・ドリフターズ）           | YOU                  |                                        |
| 269 | 8月20日  | 近藤春菜（ハリセンボン）             | 高橋茂雄（サバンナ） |                                        |
| 270 | 8月27日  | アンガールズ（田中卓志・山根良顕）   | 高橋茂雄（サバンナ） |                                        |
| 271 | 9月3日   | 高橋真麻                             | YOU                  |                                        |
| 272 | 9月10日  | 武田鉄矢（海援隊）                   | 高橋茂雄（サバンナ） |                                        |
| 273 | 9月17日  | IKKO（2回目）                        | YOU                  | [ 注釈 16 ]                            |
| 274 | 9月24日  | 浅田真央                             | （不在）             | MCの加藤が欠席のため、劇団ひとりが代演 |
| 275 | 10月8日  | きゃりーぱみゅぱみゅ                 | （不在）             | MCの加藤が欠席のため、劇団ひとりが代演 |
| 276 | 10月15日 | 船越英一郎                           | 高橋茂雄（サバンナ） |                                        |
| 277 | 10月22日 | 松本伊代                             | 高橋茂雄（サバンナ） |                                        |
| 278 | 10月29日 | 高橋文哉                             | YOU                  |                                        |
| 279 | 11月5日  | アンミカ                             | YOU                  |                                        |
| 280 | 11月12日 | 大久保嘉人                           | 劇団ひとり           |                                        |
| 281 | 11月19日 | 江口のりこ                           | YOU                  |                                        |
| 282 | 11月26日 | 秋元康                               | 劇団ひとり           |                                        |
| 283 | 12月3日  | 中山秀征                             | 高橋茂雄（サバンナ） |                                        |
| 284 | 12月10日 | 観月ありさ                           | 高橋茂雄（サバンナ） |                                        |
| 285 | 12月17日 | 北村有起哉                           | 高橋茂雄（サバンナ） |                                        |
| 286 | 12月24日 | 長濱ねる                             | YOU                  |                                        |

| 回  | 放送日   | ゲスト                             | 常連客               | 備考                                 |
| --- | -------- | ---------------------------------- | -------------------- | ------------------------------------ |
| 287 | 1月7日   | 笹野高史                           | 劇団ひとり           |                                      |
| 288 | 1月14日  | 松本若菜                           | 高橋茂雄（サバンナ） |                                      |
| 289 | 1月21日  | 神田愛花                           | YOU                  |                                      |
| 290 | 1月28日  | 森崎博之（TEAM NACS）              | 朝日奈央             |                                      |
| 291 | 2月4日   | 佐藤栞里                           | 劇団ひとり           |                                      |
| 292 | 2月11日  | 高橋茂雄（サバンナ）               | 朝日奈央             |                                      |
| 293 | 2月18日  | 寺島進                             | 劇団ひとり           |                                      |
| 294 | 2月25日  | 今田耕司                           | 高橋茂雄（サバンナ） |                                      |
| 295 | 3月4日   | 栗山英樹                           | 高橋茂雄（サバンナ） |                                      |
| 296 | 3月11日  | 雛形あきこ                         | 劇団ひとり           |                                      |
| 297 | 3月18日  | バイきんぐ（小峠英二・西村瑞樹）   | 朝日奈央             |                                      |
| 298 | 3月25日  | 仲野太賀                           | YOU                  |                                      |
| 299 | 4月1日   | 300回直前!いいとこ取りスペシャル!! | 高橋茂雄（サバンナ） |                                      |
| 300 | 4月15日  | 石橋貴明（とんねるず）             | YOU                  |                                      |
| 301 | 4月22日  | りょう                             | 劇団ひとり           |                                      |
| 302 | 4月29日  | 野村周平                           | 朝日奈央             |                                      |
| 303 | 5月6日   | 早乙女太一                         | 高橋茂雄（サバンナ） |                                      |
| 304 | 5月13日  | 中尾明慶                           | YOU                  |                                      |
| 305 | 5月20日  | 柄本時生                           | 朝日奈央             |                                      |
| 306 | 5月27日  | 黒島結菜                           | 高橋茂雄（サバンナ） |                                      |
| 307 | 6月3日   | 光石研                             | 劇団ひとり           |                                      |
| 308 | 6月10日  | 王林                               | 劇団ひとり           |                                      |
| 309 | 6月17日  | 青木崇高                           | YOU                  |                                      |
| 310 | 6月24日  | ヒコロヒー                         | 高橋茂雄（サバンナ） |                                      |
| 311 | 7月1日   | 高嶋ちさ子                         | 高橋茂雄（サバンナ） |                                      |
| 312 | 7月8日   | 鈴鹿央士                           | 朝日奈央             |                                      |
| 313 | 7月15日  | 佐野勇斗                           | 朝日奈央             |                                      |
| 314 | 7月22日  | モーリー・ロバートソン             | YOU                  |                                      |
| 315 | 7月29日  | 八嶋智人                           | 劇団ひとり           |                                      |
| 316 | 8月5日   | ウエストランド（河本太・井口浩之） | 高橋茂雄（サバンナ） |                                      |
| 317 | 8月12日  | ダイアモンド☆ユカイ                | YOU                  |                                      |
| 318 | 8月19日  | 古舘伊知郎                         | YOU                  |                                      |
| 319 | 8月26日  | 鈴木保奈美                         | 高橋茂雄（サバンナ） |                                      |
| 320 | 9月2日   | 熊川哲也                           | YOU                  |                                      |
| 321 | 9月9日   | 堂本剛（KinKi Kids）               | 朝日奈央             |                                      |
| 322 | 9月16日  | 水川あさみ                         | 高橋茂雄（サバンナ） |                                      |
| 323 | 9月23日  | 博多大吉（博多華丸・大吉）         | YOU                  |                                      |
| 324 | 9月30日  | 岡崎体育                           | 高橋茂雄（サバンナ） |                                      |
| 325 | 10月7日  | 真木よう子                         | YOU                  |                                      |
| 326 | 10月21日 | 小日向文世                         | 朝日奈央             |                                      |
| 327 | 10月28日 | 門脇麦                             | YOU                  | MCの加藤が欠席のため、高橋茂雄が代演 |
| 328 | 11月4日  | 角田晃広（東京03）                 | 朝日奈央             |                                      |
| 329 | 11月11日 | 宇梶剛士                           | YOU                  | MCの加藤が欠席のため、高橋茂雄が代演 |
| 330 | 11月18日 | GACKT                              | 高橋茂雄（サバンナ） |                                      |
| 331 | 11月25日 | 武田真治                           | 朝日奈央             |                                      |
| 332 | 12月2日  | JUJU                               | 高橋茂雄（サバンナ） |                                      |
| 333 | 12月9日  | 平野レミ                           | 高橋茂雄（サバンナ） |                                      |
| 334 | 12月16日 | ニューヨーク（嶋佐和也・屋敷裕政） | YOU                  |                                      |
| 335 | 12月23日 | 天童よしみ                         | 朝日奈央             |                                      |

| 回  | 放送日   | ゲスト                                   | 常連客               | 備考          |
| --- | -------- | ---------------------------------------- | -------------------- | ------------- |
| 336 | 1月6日   | 南原清隆（ウッチャンナンチャン）         | YOU                  |               |
| 336 | 1月13日  | 南原清隆（ウッチャンナンチャン）         | YOU                  |               |
| 337 | 1月20日  | 大泉洋（TEAM NACS）                      | YOU                  |               |
| 338 | 1月27日  | 大泉洋（TEAM NACS）                      | YOU                  |               |
| 339 | 2月3日   | 玉山鉄二                                 | 朝日奈央             |               |
| 340 | 2月10日  | HIRO（EXILE）                            | YOU                  |               |
| 341 | 2月17日  | とにかく明るい安村                       | 朝日奈央             |               |
| 342 | 2月24日  | 谷原章介                                 | 高橋茂雄（サバンナ） |               |
| 343 | 3月2日   | ダイアン（ユースケ・津田篤宏）           | YOU                  |               |
| 344 | 3月9日   | 槙野智章                                 | 朝日奈央             |               |
| 345 | 3月16日  | 新木優子                                 | 朝日奈央             |               |
| 346 | 3月23日  | 中村正人（DREAMS COME TRUE）             | 高橋茂雄（サバンナ） |               |
| 347 | 3月30日  | 柳沢慎吾                                 | 朝日奈央             |               |
| 348 | 4月13日  | 上沼恵美子                               | 朝日奈央             |               |
| 349 | 4月20日  | 川口春奈                                 | YOU                  |               |
| 350 | 4月27日  | 森三中（大島美幸・村上知子・黒沢かずこ） | 高橋茂雄（サバンナ） |               |
| 351 | 5月4日   | 加藤清史郎                               | YOU                  |               |
| 352 | 5月11日  | 草彅剛                                   | YOU                  |               |
| 353 | 5月18日  | 岩城滉一                                 | 高橋茂雄（サバンナ） |               |
| 354 | 5月25日  | 永野芽郁                                 | YOU                  |               |
| 355 | 6月1日   | MEGUMI                                   | YOU                  |               |
| 356 | 6月8日   | 山崎育三郎                               | 朝日奈央             |               |
| 357 | 6月15日  | なすなかにし（那須晃行・中西茂樹）       | 高橋茂雄（サバンナ） |               |
| 358 | 6月22日  | 山本耕史                                 | 高橋茂雄（サバンナ） |               |
| 359 | 6月29日  | 筒井真理子                               | YOU                  |               |
| 360 | 7月6日   | さらば青春の光（森田哲矢・東ブクロ）     | 朝日奈央             |               |
| 361 | 7月13日  | 高島礼子                                 | 朝日奈央             |               |
| 362 | 7月20日  | 野村忠宏                                 | 高橋茂雄（サバンナ） |               |
| 363 | 8月10日  | 藤森慎吾（オリエンタルラジオ）           | YOU                  |               |
| 364 | 8月17日  | 藤岡弘、                                 | YOU                  |               |
| 365 | 8月24日  | 濱口優（よゐこ） 南明奈                  | 朝日奈央             |               |
| 366 | 8月31日  | タカアンドトシ                           | 朝日奈央             |               |
| 367 | 9月7日   | 戸塚純貴                                 | YOU                  |               |
| 368 | 9月14日  | 田中みな実                               | YOU                  |               |
| 369 | 9月21日  | TRF（DJ KOO・SAM）                       | 高橋茂雄（サバンナ） |               |
| 370 | 9月28日  | モモコ（ハイヒール）                     | 高橋茂雄（サバンナ） |               |
| 371 | 10月12日 | 渡部篤郎                                 | 朝日奈央             |               |
| 372 | 10月19日 | ナジャ・グランディーバ                   | 高橋茂雄（サバンナ） |               |
| 373 | 10月26日 | 木村昴                                   | YOU                  | 23:55より放送 |
| 374 | 11月2日  | 角田夏実                                 | 高橋茂雄（サバンナ） |               |
| 375 | 11月9日  | 水上恒司                                 | YOU                  |               |
| 376 | 11月17日 | 後藤真希                                 | 朝日奈央             | 0:00より放送  |
| 377 | 11月24日 | ロッチ（コカドケンタロウ・中岡創一）     | 高橋茂雄（サバンナ） | 0:00より放送  |
| 378 | 11月30日 | 光浦靖子（オアシズ）                     | 朝日奈央             |               |
| 379 | 12月7日  | 田中圭                                   | YOU                  |               |
| 380 | 12月14日 | 倉本聰                                   | YOU                  |               |
| 381 | 12月21日 | 倉本聰                                   | YOU                  |               |
| 382 | 12月28日 | ダンプ松本 ブル中野                      | 朝日奈央             |               |

| 回  | 放送日  | ゲスト                                                | 常連客                                                | 備考                                                  |
| --- | ------- | ----------------------------------------------------- | ----------------------------------------------------- | ----------------------------------------------------- |
| 383 | 1月4日  | 渡辺謙                                                | 高橋茂雄（サバンナ）                                  | 23:15 - 23:45に放送                                   |
| 384 | 1月11日 | 東方神起（ユンホ・チャンミン）                        | 朝日奈央                                              |                                                       |
| 385 | 1月19日 | 迫田孝也                                              | 朝日奈央                                              |                                                       |
| 386 | 1月25日 | 三浦大輔                                              | 朝日奈央                                              |                                                       |
| 387 | 2月1日  | 萬田久子                                              | 高橋茂雄（サバンナ）                                  |                                                       |
| 388 | 2月8日  | 杉村太蔵                                              | YOU                                                   |                                                       |
| 389 | 2月15日 | 國村隼                                                | YOU                                                   |                                                       |
| 390 | 2月22日 | 鈴木おさむ                                            | 朝日奈央                                              |                                                       |
| 391 | 3月1日  | AI                                                    | YOU                                                   |                                                       |
| 392 | 3月8日  | ラランド（サーヤ・ニシダ）                            | 高橋茂雄（サバンナ）                                  |                                                       |
| 393 | 3月15日 | 西野七瀬                                              | 朝日奈央                                              |                                                       |
| 394 | 3月22日 | 片岡鶴太郎                                            | YOU                                                   |                                                       |
| 395 | 4月5日  | 一ノ瀬ワタル                                          | 朝日奈央                                              |                                                       |
| 396 | 4月12日 | 岡部たかし                                            | 高橋茂雄（サバンナ）                                  |                                                       |
| 397 | 4月18日 | ゆうちゃみ                                            | 高橋茂雄（サバンナ）                                  |                                                       |
| 398 | 4月26日 | 鈴木雅之（2回目）                                     | YOU                                                   | [ 注釈 16 ]                                           |
| 399 | 5月3日  | ゴールデンウィークに食べたい!!ご当地グルメスペシャル! | ゴールデンウィークに食べたい!!ご当地グルメスペシャル! | ゴールデンウィークに食べたい!!ご当地グルメスペシャル! |
| 400 | 5月10日 | 大地真央                                              | 高橋真麻                                              |                                                       |
| 401 | 5月17日 | 見上愛                                                | 朝日奈央                                              |                                                       |
| 402 | 5月24日 | 寺尾聰                                                | YOU                                                   |                                                       |
| 403 | 5月31日 | 海原やすよ・ともこ                                    | 高橋茂雄（サバンナ）                                  |                                                       |
| 404 | 6月7日  | 成田悠輔                                              | YOU                                                   |                                                       |
| 405 | 6月14日 | 南野陽子                                              | 高橋茂雄（サバンナ）                                  |                                                       |
| 406 | 6月21日 | 石田ひかり                                            | 高橋茂雄（サバンナ）                                  |                                                       |
| 407 | 6月28日 | U字工事（福田薫・益子卓郎）                           | 朝日奈央                                              |                                                       |
| 408 | 7月5日  | 清原果耶                                              | 高橋茂雄（サバンナ）                                  |                                                       |
| 409 | 7月13日 | 新田真剣佑                                            | YOU                                                   | 0:35より放送                                          |
| 410 | 7月19日 | 稲垣吾郎                                              | YOU                                                   |                                                       |
| 411 | 7月26日 | 大竹しのぶ                                            | YOU                                                   |                                                       |
| 412 | 8月2日  | 石田ゆり子                                            | 高橋茂雄（サバンナ）                                  |                                                       |
| 413 | 8月10日 | 野口聡一                                              | YOU                                                   | 0:00より放送                                          |
| 414 | 8月16日 | ぼる塾（きりやはるか・あんり・田辺智加）              | 高橋茂雄（サバンナ）                                  |                                                       |
| 415 | 8月23日 | 深田恭子                                              | YOU                                                   |                                                       |

## ネット局と放送時間
| 放送対象地域   | 放送局                    | 系列                          | 放送期間        | 放送時間                       | ネット状況 |
| -------------- | ------------------------- | ----------------------------- | --------------- | ------------------------------ | ---------- |
| 関東広域圏     | TBSテレビ（TBS）          | TBS系列                       | 2017年1月7日 -  | 土曜日 23:30 - 翌0:00          | 【制作局】 |
| 北海道         | 北海道放送（HBC）         | TBS系列                       | 2017年1月7日 -  | 土曜日 23:30 - 翌0:00          | 同時ネット |
| 青森県         | 青森テレビ（ATV）         | TBS系列                       | 2017年1月7日 -  | 土曜日 23:30 - 翌0:00          | 同時ネット |
| 岩手県         | IBC岩手放送（IBC）        | TBS系列                       | 2017年1月7日 -  | 土曜日 23:30 - 翌0:00          | 同時ネット |
| 宮城県         | 東北放送（tbc）           | TBS系列                       | 2017年1月7日 -  | 土曜日 23:30 - 翌0:00          | 同時ネット |
| 山形県         | テレビユー山形（TUY）     | TBS系列                       | 2017年1月7日 -  | 土曜日 23:30 - 翌0:00          | 同時ネット |
| 福島県         | テレビユー福島（TUF）     | TBS系列                       | 2017年1月7日 -  | 土曜日 23:30 - 翌0:00          | 同時ネット |
| 山梨県         | テレビ山梨（UTY）         | TBS系列                       | 2017年1月7日 -  | 土曜日 23:30 - 翌0:00          | 同時ネット |
| 新潟県         | 新潟放送（BSN）           | TBS系列                       | 2017年1月7日 -  | 土曜日 23:30 - 翌0:00          | 同時ネット |
| 長野県         | 信越放送（SBC）           | TBS系列                       | 2017年1月7日 -  | 土曜日 23:30 - 翌0:00          | 同時ネット |
| 静岡県         | 静岡放送（SBS）           | TBS系列                       | 2017年1月7日 -  | 土曜日 23:30 - 翌0:00          | 同時ネット |
| 富山県         | チューリップテレビ（TUT） | TBS系列                       | 2017年1月7日 -  | 土曜日 23:30 - 翌0:00          | 同時ネット |
| 石川県         | 北陸放送（MRO）           | TBS系列                       | 2017年1月7日 -  | 土曜日 23:30 - 翌0:00          | 同時ネット |
| 中京広域圏     | CBCテレビ（CBC）          | TBS系列                       | 2017年1月7日 -  | 土曜日 23:30 - 翌0:00          | 同時ネット |
| 近畿広域圏     | 毎日放送（MBS）           | TBS系列                       | 2017年1月7日 -  | 土曜日 23:30 - 翌0:00          | 同時ネット |
| 鳥取県・島根県 | 山陰放送（BSS）           | TBS系列                       | 2017年1月7日 -  | 土曜日 23:30 - 翌0:00          | 同時ネット |
| 岡山県・香川県 | RSK山陽放送（RSK）        | TBS系列                       | 2017年1月7日 -  | 土曜日 23:30 - 翌0:00          | 同時ネット |
| 広島県         | 中国放送（RCC）           | TBS系列                       | 2017年1月7日 -  | 土曜日 23:30 - 翌0:00          | 同時ネット |
| 山口県         | テレビ山口（tys）         | TBS系列                       | 2017年1月7日 -  | 土曜日 23:30 - 翌0:00          | 同時ネット |
| 愛媛県         | あいテレビ（itv）         | TBS系列                       | 2017年1月7日 -  | 土曜日 23:30 - 翌0:00          | 同時ネット |
| 高知県         | テレビ高知（KUTV）        | TBS系列                       | 2017年1月7日 -  | 土曜日 23:30 - 翌0:00          | 同時ネット |
| 福岡県         | RKB毎日放送（RKB）        | TBS系列                       | 2017年1月7日 -  | 土曜日 23:30 - 翌0:00          | 同時ネット |
| 長崎県         | 長崎放送（NBC）           | TBS系列                       | 2017年1月7日 -  | 土曜日 23:30 - 翌0:00          | 同時ネット |
| 熊本県         | 熊本放送（RKK）           | TBS系列                       | 2017年1月7日 -  | 土曜日 23:30 - 翌0:00          | 同時ネット |
| 大分県         | 大分放送（OBS）           | TBS系列                       | 2017年1月7日 -  | 土曜日 23:30 - 翌0:00          | 同時ネット |
| 宮崎県         | 宮崎放送（MRT）           | TBS系列                       | 2017年1月7日 -  | 土曜日 23:30 - 翌0:00          | 同時ネット |
| 鹿児島県       | 南日本放送（MBC）         | TBS系列                       | 2017年1月7日 -  | 土曜日 23:30 - 翌0:00          | 同時ネット |
| 沖縄県         | 琉球放送（RBC）           | TBS系列                       | 2017年1月7日 -  | 土曜日 23:30 - 翌0:00          | 同時ネット |
| 秋田県         | 秋田放送（ABS）           | 日本テレビ系列                | 2017年1月15日 - | 日曜日 0:55 - 1:25（土曜深夜） | 遅れネット |
| 福井県         | 福井放送（FBC）           | 日本テレビ系列 テレビ朝日系列 | 2017年1月15日 - | 日曜日 1:49 - 2:19（土曜深夜） | 遅れネット |

- 前番組同様、TBS系列の置局のない県において、日本テレビ系列2局（秋田放送・福井放送）でもサントリー提供による系列外遅れネットを実施[注釈 25]

|}。
ネット配信
| 配信元 | 更新日時          | 備考                                                  |
| ------ | ----------------- | ----------------------------------------------------- |
| TVer   | 日曜 0時00分 更新 | 最新回限定で無料配信                                  |
| Paravi | 日曜 0時00分 更新 | 地上波放送終了1週間後よりサブスクリプション方式で配信 |

## 放送を休止・変更した事例
- 前番組同様毎年春と秋の『オールスター感謝祭』（和歌子も出演）と毎年夏に放送される『音楽の日』が放送される場合は休止となる。ただ2020年以降について『音楽の日』自体は各年とも7月第3土曜日[注釈 27]に生放送されたが、通常行われている第2部（23:45 - 翌5:00）がいずれの年も編成されなかったため、本番組が通常編成にて放送された。
- 2017年1月21日は前々座番組である『世界ふしぎ発見!』の2時間スペシャル放送（21:00 - 22:48、54分後拡大）により、前座番組である『新・情報7daysニュースキャスター』（22:54 - 翌0:18）[注釈 28]の時間変更に伴い休止された。
- 2017年8月5日と8月12日は「世界陸上ロンドン」中継（5日21:00 - 翌6:45、12日23:30 - 翌6:45）のため休止。
- 2017年12月30日は『プロ野球戦力外通告・クビを宣告された男達』（22:00 - 23:45）、『JNN NEWS』（23:45 - 23:55）、『クイズ☆正解は一年後』（23:55 - 翌2:05）のため休止。
- 2018年6月30日は『2018 FIFAワールドカップ』決勝トーナメント（22:40 - 翌1:10。フランス×アルゼンチン）のため休止。
- 2018年8月25日は「2018年アジア競技大会」中継（18:30 - 翌1:00）のため休止。
- 2019年9月28日は『感謝祭』（18:30 - 23:48）と『2019年世界陸上競技選手権大会』中継（28日23:48 - 翌9:54）のため休止。
- 2019年10月26日は前述の徳井の報道を受け『S☆1世界野球プレミア12直前SP』に急遽変更のため休止となった。
- 2020年4月4日は映画『8年越しの花嫁 奇跡の実話』（21:00 - 23:48）のため休止[注釈 29]。
- 2021年1月2日は年始特別編成[注釈 30]のため休止。
- 2021年2月13日は当初通常通り放送予定だったが、同日23:08頃に福島県沖を震源とした最大震度6強の地震が発生したことに伴い『報道特別番組』に急遽変更したため休止となった。なお、同日放送予定だったものは、2月20日に放送した。
- 2021年7月31日は『東京五輪プレミアム[注釈 31]』（23:00 - 翌2:00[注釈 32]）のため休止。
- 2022年1月1日は『笑いの王者が大集結!ドリーム東西ネタ合戦2022』（21:00 - 翌0:15）のため休止。
- 2022年12月31日は『THE鬼タイジ大晦日決戦〜鬼と氷の女王〜』（18:15[注釈 33] - 23:45）、『CDTVライブ!ライブ!年越しスペシャル!2022→2023』（23:45 - 翌5:00）のため休止。
- 2023年12月30日は『JNN NEWS』（23:30 - 23:40）、『クイズ☆正解は一年後』（23:40 - 翌0:50）のため休止。
- 2024年1月6日は当初通常通り放送されていたが、開始前の同日23:20頃に発生した能登半島沖を震源とした地震(能登地震の余震。)が、23:37頃に遅れて入ってきた情報で最大震度が6弱だったと分かり、『報道特別番組』に急遽変更したため休止となった。なお、翌週13日にもう一度最初から放送した。そのため、13日に当初予定していた玉山鉄二の放送分については2月3日に放送した。その際、玉山が当時出演していた同局連続ドラマ『さよならマエストロ〜父と私のアパッシオナート〜』の番宣シーンが一部変更となった。
- 2024年7月27日は『パリオリンピック 柔道男子60㎏級・女子48㎏級決勝 ほか』中継（23:00 - 翌2:00）のため休止。
- 2024年8月3日は『パリオリンピック 見どころハイライト』（23:00 - 翌0:58）のため休止。

## スタッフ
- ナレーター：川澄綾子
- 構成：海老克哉、あないかずひさ（海老・あない→共に途中から）、内田わくわく、小幡真弘、ビル坂恵、仲内力也
- ロケ技術：星野聡太、勝野賢、真田光、村瀬健一、室屋優樹、中島大樹、水谷奨、河合輝久、松居康平（星野→以前は毎週）【週替り】
- TM：大嶋徹
- TD/SW：上村克志
- CAM：佐藤勝彦
- VE：浅野喬
- 音声：澤津橋武志
- 照明：西澤庸浩
- 美術：岩城正和（以前は美術制作→美術ディレクター）
- 美術デザイナー：宇野宏美
- 装置：上田怜
- 操作：佐藤学
- 電飾：住義仁
- アクリル装飾：井上千洸
- 装飾：篠原直樹
- 衣装：藤原ひとみ
- ヘアメイク：岡口真美
- 編集：山田健太郎、岡田しのぶ
- MA：塩釜亮平
- 音効：安原裕人、森元駿介
- CG/タイトルデザイン：The King Maker
- 技術協力：FINDERS、grasp、千代田ビデオ、glow
- 美術協力：ツヴィリング・J.A.・ヘンケルス、カールメルテンス
- 編成：丸茂宏太郎（TBS）
- 宣伝：齋藤朱里、松葉かれん（TBS）
- 配信：杉山英里（TBS、2025年3月 - ）
- AP：新藤穂波
- AD→制作スタッフ：宮下雅俊（以前はFD）、福澤郁哉、堀井大資、三島有貴、基村優介、志賀彩珠美、橋本茉菜、大北侑果、黒木優斗
- FD：新谷辰雄
- TK：池田美香
- ディレクター：保坂彰史（以前はチーフディレクター）、中原芳、青木良憲、橋本詳吾、小林彪架
- クリエイティブディレクター：藤野大作（The King Maker、以前はディレクター・演出→VD→アートディレクター、演出・ロケ技術兼務の回あり、一時離脱）
- 演出：ディレクターのうちの1人が週替わりで演出を担当。
- 総合演出：河井二郎（共同テレビ、以前は演出）
- プロデューサー：鈴木優（共同テレビ、以前はディレクター）
- チーフプロデューサー：小松純也（スチールヘッド[注釈 34]）
- 製作：ベイシス・TBS

### 過去のスタッフ
- 構成：世良尾真、尾首大樹
- ロケ技術：日名透、石川泰之、菅野一哉、印藤正人、下村哲郎、五十嵐邦之、宮下靖弘、倉渕宏幸、白石智彰、西口雅紘、加藤泰助、岡本洋平、中嶋健、山田康一、福岡利浩、庄司周平、佐藤雄一、宮林正人【週替り】
- TP：福谷亮
- TD：石井司
- PM：辻村侑樹
- CAM：岡田陽
- 音声：伊藤裕樹
- VE：染谷一輝、富田祐介、香川元、松吉英明
- 美術：澁谷政史
- 装置：鈴木匡人
- 操作：新木大介
- 電飾：阿部達矢
- メカシステム：庄子泰広
- アクリル装飾：青木剛
- 装飾：野呂利勝
- 衣装：横尾毅、原口恵里
- ヘアメイク：鷹野恵美
- 編集：大平倫毅、高橋雄人、毛利陽平、寺内太郎、本多千波弥、小山航平、松本健作、小岩井洋介、林迪晴、井川貴史、佐々木春香、木村信彦、立畑舞、藤井竜也、林宏美、新福史織、小島嘉隆、渡邉美里
- MA：佐藤浩二
- 音効：田口優太
- 技術協力：DEEP、OBSERAI、JUNE SEP
- 編成：中谷弥生、池田尚弘、中井芳彦、青木伸介、岸田大輔、松本友香、石原隆史、吉田健一、平岡紗哉、河本恭平（共にTBS、中谷→第1回のみ、河本→一時離脱→復帰）
- 宣伝：塚本宗也、中本真理子、中島聡、山岸信良、牧野洋平、小石川ももこ、橋本幸江（共にTBS）
- 配信：塩川篤史・川村宗太（TBS、塩川→2022年4月 - 、川村→2024年3月 - ）
- TK：本田悦子、勝俣みふじ
- 制作スタッフ：有馬基博、江口諒一、根本成実、臼井裕介、岩崎怜央、関口真生、吉田泰哉、松岡修平、相原久美子、中澤望、石井麻衣子、久松大介、高田健司郎、家島諒、沢田安海、村田桃子、木村汐里、小田里沙子、大須賀沙耶、齋藤陸、横手龍一郎、新田海、西郡丈晴、尾崎天真、熊崎心、小林佑次、新小倉有美、坂本智、小林彪架、村上舞、簾田尚平、田中陸（以前はFD）、城野郁佳、太谷兼二郎、安野咲結華、西村結菜、清水優衣
- AP：小森節子、田屋聡美、鈴木麗奈（鈴木→2019年11月 - ）、小西貴郎（小西→2020年11月 - ）
- 制作進行：柳川新吾
- FD：山岸悠太
- ディレクター・演出：上野加奈代、金澤忠延、津坂健一、中原嘉仁、新保祐介、高橋優介
- プロデューサー：坂口和之進（共同テレビ）